# Miecislao II Lambert
Miecislao II Lambert de Polonia (en polaco: Mieszko II Lambert; ¿?, 990-¿?, 1034) de la dinastía de los Piastas, hijo del duque Boleslao I el Bravo. Gobernó como rey de Polonia de 1025 a 1031 y como duque de Polonia de 1032 a 1034. En 1031 cedió la corona a su hermano, y la recuperó a la muerte de este en 1032.

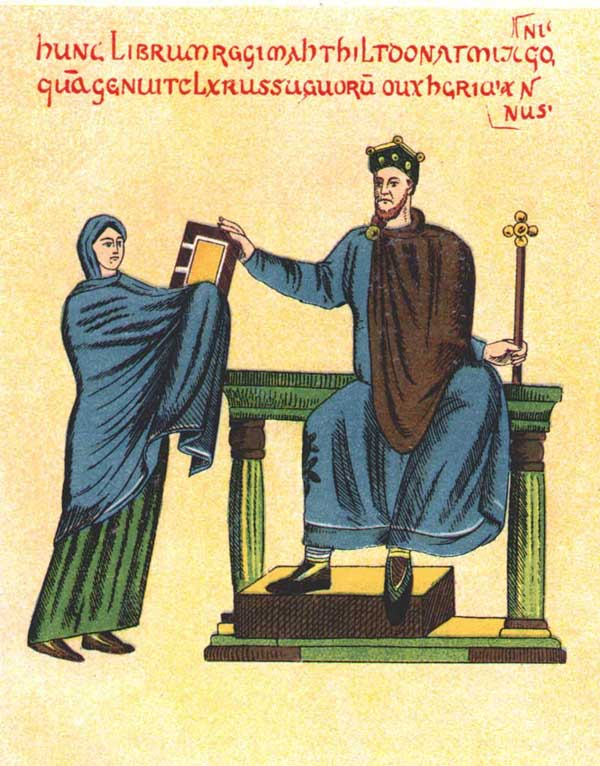
Miecislao y la duquesa Matilde de Suabia. La más antigua representación contemporánea de un gobernante polaco contemporáneo.

En 1026 el rey alemán Conrado II, fue a Italia para su coronación imperial. Su ausencia incrementó la actividad de la oposición centrada alrededor de los duques Ernesto II de Suabia y Federico II de Alta Lotaringia. Los opositores de Conrado II conspiraron para obtener el favor del rey de Polonia. Una evidencia histórica de estos esfuerzos está en el Libro de orciones que fue enviado a Miecislao por la duquesa Matilde de Suabia alrededor del año 1027. El volumen se titula: officiorum Liber quem ordinem Romanum apellant. En él, una miniatura muestra a la duquesa presentando el libro a Miecislao II mientras se encuentra sentado en el trono. El regalo fue acompañado por una carta, en la que Matilde le llama "rey distinguido" y un padre del modelo para la difusión del Cristianismo. También está escrita una alabanza de los méritos de Miecislao II en la construcción de nuevas iglesias, así como su conocimiento del latín, muy infrecuente en aquellos tiempos cuando el griego se usaba más ampliamente. En este libro se encuentran las primeras documentaciones del reino de Polonia: neumas en los márgenes de la secuencia Ad célèbres rex celica. El regalo causó el efecto deseado, y Miescislao II prometió emprender acciones militares. Los preparativos para la guerra comenzó en el otoño de 1027. En medio de ese año, Conrado II regresó a Alemania y empezó a combatir a los rebeldes. Pronto derrotó al duque Ernesto II, privándole de sus tierras. Sólo cuando la lucha rebelde estaba casi perdida, llegó Miecislao II en su ayuda. En 1028 tropas polacas invadieron Sajonia y tomaron varios prisioneros. La devastación fue tan grande que, según las fuentes sajonas, donde las tropas de Miecislao II pusieron el pie, no volvió a crecer la hierba. El emperador acusó al gobernador Polaco de una coronación ilegal como rey y lo consideró usurpador. Esta invasión implicó las tierras de la tribu de los lutici. En octubre de 1028, la oportunidad del emperador surgió cuando el distrito lutici de Pöhlde pidió al emperador defenderlos contra los ataques de Miecislao II, prometiendo apoyo en la lucha contra el gobernador polaco.
Casado con Riquilda de Lorena, hija del conde palatino Ezzo de Lotaringia y sobrina de Otón III, tuvo varios hijos:
- Riquilda de Polonia, esposa del rey Béla I de Hungría.
- Casimiro I el Restaurador.
- Gertrudis de Polonia